# Жиро, Виржини
Виржини Жиро (фр. Virginie Girod, род. 22 сентября 1983, Рийё-ла-Пап) — историк и колумнист, специализируется на истории женщин и сексуальности.

## Биография
Виржини Жиро родилась 22 сентября 1983 года в Рийё-ла-Пап, пригороде Лиона. Там она училась в средней школе Альбера Камю с 1998 по 2000 год.
Она начала изучать историю в Университете Лион-3 имени Жана Мулена (2000—2005) и продолжила обучение в Университете Париж IV Сорбонна (2005—2011).
В 2011 году защитила диссертацию 3-го цикла под руководством Яна Лебоэка и Жиля Сорона на тему «Женский эротизм в Риме, Лациуме и Кампании, при Юлиях-Клавдиях и Флавианах: исследования в области социальной истории».
Затем она преподавала римскую историю в Канском народном университете, основанном Мишелем Онфре, с 2014 по 2016 год. С сентября 2018 года преподаёт курсы по Древнему Риму в Университете Париж Дидро в рамках открытого университета.
Она участвует в многочисленных журналах, таких как Lire, Le Point, Civilizations и Historia.

## Радио
В период с 2017 по 2019 год она вместе с Кристофом Дике участвовала в программах на Storiavoce, веб-радио, посвящённом исключительно истории.
В период с 2019 по 2021 год она ведёт ночную программу Histoires Intimes на частоте Protestante, во время которой отвечает на вопросы слушателей в сопровождении приглашённых терапевтов.
В сентябре 2021 года она присоединилась к команде еженедельного шоу Entre dans l’histoire, которое ведёт Лоран Дойч на канале RTL. При этом она регулярно выступает на этом радио в качестве исторического обозревателя.
С сентября 2022 года Виржини ведёт программу Au cœur de l’histoire, выпускаемую Europe 1 и доступную в формате подкаста. Шоу состоит из двух серий, посвящённых портретам (с понедельника по четверг) и бонусной серии (пятница).
В то же время каждые две недели она ведёт колонку под названием Mes Aïeux quelle époque! (Мои предки в разных эпохах) в шоу Historiquement vôtre вместе со Стефаном Берном.

## Телевидение

### Шоу «Тайны истории»
Как специалист по античности, истории женщин и сексуальности, она регулярно сотрудничает в качестве эксперта в программе Secrets d’histoire, которую ведёт Стефан Берн на телеканале France 3. В частности, она участвовала в программах, посвящённых греко-римской (Юлий Цезарь, Агриппина, Александр Македонский, Нерон) и древнеегипетской истории (Клеопатра, Нефертити).

### Другие шоу
В 2016 году она участвовала в 4 сезоне шоу Sous les jupons de l’Histoire, которую ведёт Кристин Браво на Chérie 25.
Она также появляется в нескольких документальных фильмах, посвящённых Древнему Риму, таких как «Жизнь гладиаторов», показанная 5 октября 2018 года на канале France 4.
В октябре 2019 года она появилась в культурной программе Stupéfiant! на France 5 во время выпуска, посвящённого истории проституции во Франции.

## Публикации
- Les femmes et le sexe dans la Rome Antique :  [фр.]. — Paris : Tallandier, 2013. — P. 364. — ISBN 979-10-210-0115-2.
- Agrippine, sexe, crimes et pouvoir dans la Rome impériale :  [фр.]. — Paris : Tallandier, 2015. — P. 299. — ISBN 979-10-210-0491-7.[19]
- Théodora, prostituée et impératrice de Byzance :  [фр.]. — Paris : Tallandier, 2018. — P. 300. — ISBN 979-10-210-1822-8.[1][2]
- Une matrice : la cour romaine du Haut-Empire à l'Antiquité tardive, dans Histoire mondiale des cours de l'Antiquité à nos jours, sous la direction de Victor Battaggion et de Thierry Sarmant, Paris, Perrin, 2019. Prix Michelet 2019
- La véritable histoire des douze Césars :  [фр.]. — Paris : Perrin, 2019. — P. 412. — ISBN 978-2-262-07438-8.
- Liane de Pougy, Mémoires d'une grande horizontale. Mes cahiers bleus, Préface de Virginie Girod, Paris, Nouveau monde, 2021 ISBN 9782380940565